# Национальное движение квебекцев
Национальное движение квебечок и квебекцев (фр.  Mouvement national des Québécoises et Québécois, MNQ) - объединение патриотических организаций Квебек в (Канада) . Её цель - защищать французский язык, суверенитет Квебека и национальную гордость.
Основан в 1947, движение объединяет 19 национальных организаций из различных регионов Квебека и Общество Св. Иоанна Крестителя (SSJB). С 1984 г., движение отвечает за организацию и проведение Национального праздника Квебеке (День Св. Иоанна Крестителя, 24 июня).

## Организации, входящие в Движение
- Национальное общество квебечёк и квебекцев Абитиби-Темискаменг и Севера Квебеке (Société nationale des Québécoises et des Québécois d'Abitibi-Témiscamingue et du Nord-du-Québec)
- Национальное общество квебекцев Амиант (Société nationale des Québécois de l'Amiante)
- Национальное общество квебечёк и квебекцев Столицы (Société nationale des Québécois et des Québécoises de la Capitale)
- Общество Святого Иоанна Крестителя Центра Квебеке (Société Saint-Jean-Baptiste du Centre-du-Québec)
- Национальное общество квебекцев северный берег (Société nationale des Québécois de la Côte-Nord)
- Национальное общество Востока Квебеке (Société nationale de l'Est du Québec)
- Национальное общество квебечок и квебекцев Эстри (Société nationale des Québécoises et Québécois de l'Estrie)
- Национальное общество Гаспези-Иль-де-ля-Мадлен (Société nationale Gaspésie-Îles-de-la-Madeleine)
- Национальное общество квебечёк и квебекцев От-Ривьер (Société nationale des Québécoises et Québécois des Hautes-Rivières)
- Национальное общество квебечёк и квебекцев Ланодьер (Société nationale des Québécoises et Québécois de Lanaudière)
- Национальное общество квебечёк и квебекцев Лорантидив (Société nationale des Québécoises et Québécois des Laurentides)
- Общество Святого Иоанна Крестителя в Морисе (Société Saint-Jean-Baptiste de la Mauricie)
- Общество святого Иоанна Крестителя в Монреале (Société Saint-Jean-Baptiste de Montréal)
- Национальное общество квебечёк и квебекцев Утауе (Société nationale des Québécois et des Québécoises de l'Outaouais)
- Национальное общество квебекцев Ришельйо-Сен-Лоран (Société nationale des Québécois Richelieu-Saint-Laurent)
- Общество Святого Иоанна Крестителя в Ришельйо-Ямаска (Société Saint-Jean-Baptiste de Richelieu-Yamaska)
- Национальное общество квебечёк и квебекцев Сагнею-страх-Сен-Жан (Société nationale des Québécoises et des Québécois du Saguenay-Lac-Saint-Jean)
- Национальное общество квебекцев сюра (Société nationale des Québécois du Suroît)
- Национальное общество квебечёк и квебекцев Шодьер-Апалаш (Société nationale des Québécoises et des Québécois de Chaudière-Appalaches)

## Внешние ссылки
- Национальное движение квебечок и квебекцев (официальный сайт)